# 韩嫣
韓嫣，為韓王信的曾孫，弓高侯韓頹當的庶孫，是漢武帝的寵臣。因為其曾祖父韓王信（非淮陰侯韓信）曾被封為韓王，因此韓嫣又稱「王孫」。

## 生平

### 武帝即位前
漢武帝劉徹仍為東膠王時，韓嫣就在宮中與劉徹一同學習，且兩人互相友愛。當劉徹成為太子時，韓嫣更加受到劉徹的寵愛，因為韓嫣善於騎馬射箭也善於諂媚。

### 武帝即位後
當武帝即位後，正開始策畫討伐匈奴的策略時，韓嫣開始學習胡人的作戰方式與兵器，並在戰事中貢獻卓越，因此韓嫣越來越尊貴也越來越被重視，所以韓嫣的官職升到了上大夫的職位，這時武帝給的賞賜可與文帝時期給予寵臣鄧通的相比擬，而此時的韓嫣常常與武帝同睡同起。

### 與江都王的過節
一日，江都王劉非進京入朝，武帝下詔使劉非隨自己到上林苑打獵。但武帝的駕車因清道而較晚出發，所以派韓嫣乘坐副車先行出發，後面跟隨著上百個騎兵，快速地狂奔向前，先行前往察看上林苑獸類的狀況。江都王從遠出望見，以為是皇上前來，便使隨從者迴避，自己趴伏在在路邊拜見皇上，但韓嫣卻快速的駕車經過，沒看見江都王。江都王事後發現自己跪拜的對象是韓嫣，認為自己受到極大的污辱而發怒，並向皇太后王娡哭訴，說自己不如將封國歸還朝廷，和韓嫣一樣入宮當個宿衛。因此王太后開始對韓嫣感到不滿。

### 韓嫣之死
韓嫣因要侍奉皇上，常常出入永巷（後宮）而不受限制，後來韓嫣被指出與後宮有姦情，此事也流傳到了王太后的耳裡，太后因而大怒，派遣使者賜死韓嫣，武帝雖為韓嫣求情，韓嫣仍逃不過一死，最終韓嫣自殺身亡。

## 家人
韓嫣的弟弟名為韓說，韓說也被詔進宮，也得到武帝的寵幸。爾後，韓說隨著衛青出征有功被封為道案侯，後又因擊潰東越有功被封為道案侯。在巫蠱之禍時，韓說被戾太子劉據所殺。

## 軼事
韓嫣促成王太后與失散多年的女兒相認。
大將李廣有李當戶、李椒、李敢三個兒子，都擔任宮中的郎官。一天皇上與韓嫣玩耍，但韓嫣舉止太過放肆，所以李當戶前去打了韓嫣，韓嫣因而逃跑，皇上認為李當戶很勇敢。
韓嫣喜愛彈丸遊戲，在長安時以黃金為丸射擊獵物，每天都會失去十多枚金丸。長安有語：「苦飢寒，逐金丸」。兒童每聞韓嫣出功彈丸，必定在後面跟隨，往金丸落地的地方奔跑，前去爭搶金丸。

## 延伸阅读
```
[
在维基数据
编
辑
]
```

 《史記/卷125》，出自司馬遷《史記》
 《漢書/卷093》，出自班固《漢書》